# 走马营站
走马营站位于广东省佛山市南海区狮山镇，是广茂铁路线上的一座四等站，于1903年投入使用。离广州站44公里，距茂名站315公里，隶属中国铁路广州局集团三茂铁路股份有限公司管辖。客运可办理旅客乘降，不办理行李、包裹托运；货运可办理整车货物到发，不办理危险货物到发。
走马营站于2022年10月19日关闭，2023年9月7日正式撤销。